# Søndersø (by)
 For alternative betydninger, se Søndersø. (Se også artikler, som begynder med Søndersø)
Søndersø er en by på Nordfyn med 3.336 indbyggere  (2024), beliggende i Søndersø Sogn 15 kilometer nordvest for Odense og 15 kilometer sydøst for Bogense. Byen ligger i Nordfyns Kommune og tilhører Region Syddanmark.
Søndersø ligger i Søndersø Sogn og var indtil 2007 hovedby i Søndersø Kommune, men indgik efter kommunalreformen i den nuværende kommune. Byen huser desuden Nordfyns Gymnasium, Søndersø Kirke og Søndersø Boldklub.
Komikeren Sofie Hagen boede som barn i byen.

## Historie
Søndersø landsby bestod i 1682 af 38 gårde, 5 huse med jord og 5 huse uden jord. Det samlede dyrkede areal udgjorde 1.168,6 tønder land skyldsat til 279,23 tønder hartkorn. Dyrkningsformen var trevangsbrug.
Søndersø blev ved århundredeskiftet beskrevet således: "Søndersø 9 ved Landevejen, med Kirke, Præstegd., Skole og Pogeskole, Fattiggaard (opr. 1865, Plads for 30 Lemmer), Hospital (opr. 1641 af Ingeborg Jørgensdatter Friis til Margaard, med et Hus til 4 fattige af Margaard Gods i Søndersø og Vigerslev Sogne). to Forsamlingshuse (opf. 1889 og 1891), Apotek, Lægebolig, Kro, Mølle, Andelsmejeri, to Teglværker , Telefonstation og Valgsted for Amtets 7. Folketingskr." Søndersø havde i 1906 434 indbyggere, i 1911 478 og i 1916 480 indbyggere.
Søndersø fortsatte en svag udvikling i mellemkrigstiden og efter 2. verdenskrig: i 1921 havde byen 488 indbyggere, i 1925 519, i 1930 542, i 1935 556, i 1940 546, i 1945 585, i 1950 608, i 1955 590, i 1960 569 og i 1965 615 indbyggere.

## Erhverv
- Orkla Confectionery & Snacks Danmark – chips- og kiksproducent